# La Loge-aux-Chèvres
La Loge-aux-Chèvres ist eine französische Gemeinde mit 94 Einwohnern (Stand: 1. Januar 2022) im Département Aube in der Region Grand Est. Sie gehört zum Kanton Vendeuvre-sur-Barse und zum Arrondissement Bar-sur-Aube. 
Sie ist umgeben von folgenden Nachbargemeinden:
| Piney                  |                                             | Vendeuvre-sur-Barse |
|                        | Kompassrose, die auf Nachbargemeinden zeigt |                     |
| La Villeneuve-au-Chêne |                                             | Champ-sur-Barse     |

## Bevölkerungsentwicklung
| Jahr                      | 1962 | 1968 | 1975 | 1982 | 1990 | 1999 | 2008 | 2016 |
| ------------------------- | ---- | ---- | ---- | ---- | ---- | ---- | ---- | ---- |
| Einwohner                 | 98   | 69   | 66   | 69   | 67   | 79   | 79   | 85   |
| Quelle: Cassini und INSEE |      |      |      |      |      |      |      |      |